# Peter Dingens
Peter Dingens (* 3. August 1935 in Hamm; †  4. Januar 2025 in Berlin) war ein deutscher Botschafter.

## Leben
Peter Dingens studierte Volkswirtschaft und absolvierte 1960/61 ein Masterstudium am College of Europe. Er trat 1965 in den auswärtigen Dienst. Er war 1965 am Generalkonsulat in Chicago akkreditiert. 1969 war Dingens Pressereferent an der Botschaft der Bundesrepublik Deutschland in Moskau. In dieser Funktion wurde er von Henning von Wistinghausen vertreten.
Am 14. Februar 1974 begrüßte Dingens den ausgewiesenen Alexander Solschenizyn auf dem Flughafen Frankfurt Main auf Russisch, was diesen etwas irritierte, da er Zweifel am Ankunftsort hatte. Am 15. Februar 1974 berichtete Dingens über Alexander Issajewitsch Solschenizyn.
Dingens war von 1990 bis 1994 deutscher Botschafter in Mexiko. In seine Amtszeit dort fällt die Unterzeichnung des Doppelbesteuerungsabkommen mit Mexiko für die Bundesrepublik Deutschland am 23. Februar 1993.
Von 1998 bis 2000 war Dingens deutscher Botschafter in Ägypten. Am 27. August 2000 hatte Dingens eine Audienz bei Atif Abaid.
Dingens war Beauftragter der Bundesregierung in Bonn für den Nahen und Mittleren Osten. 2000 trat Dingens in den Ruhestand. Er war Mitarbeiter des Deutschen Orient-Institutes und  Aufsichtsratsmitglied des Nah- und Mittelostvereines.